# Davanite
La davanite è un minerale.